# Thomas Walser
Thomas Walser (* 16. Mai 1982 in Niederuzwil) ist ein ehemaliger Schweizer Eishockeyspieler, der zuletzt bis 2011 beim SC Langenthal in der National League B unter Vertrag stand.

## Karriere
Thomas Walser begann seine Karriere als Junior beim EHC Uzwil. Auf die Saison 2001/02 wechselte er zu den Rapperswil-Jona Lakers, wo er jedoch zwischen Rapperswil und dem National-League-B-Team GCK Lions pendelte. Seine beste Saison in Rapperswil hatte er im Spieljahr 2004/05 mit 29 Scorerpunkten. So wurde der EV Zug auf ihn aufmerksam und verpflichtete ihn auf die Saison 2007/08. Beim EV Zug konnte sich Walser nicht durchsetzen und wechselte  am 21. Oktober 2008 im Tausch mit Damien Brunner zu den Kloten Flyers, mit denen er in seiner ersten Saison Schweizer Vizemeister wurde. Im September 2009 wurde Walser im Tausch mit Michel Zeiter zu den SCL Tigers transferiert. Bereits im Oktober 2009 wechselte Walser zu seinem ehemaligen Verein, den Rapperswil-Jona Lakers. Diesen verliess er nach einem Jahr und verbrachte die Saison 2010/11 beim SC Langenthal in der National League B.
Nach seinem Rücktritt als Spieler amtete er bis 2017 als Marketingverantwortlicher und anschließend bis Mitte 2021 als Geschäftsführer der Lakers Nachwuchs AG. Seither arbeitet er in seinem Familienunternehmen.

## Erfolge und Auszeichnungen
- 2009 Schweizer Vizemeister mit den Kloten Flyers